# Panoz Roadster

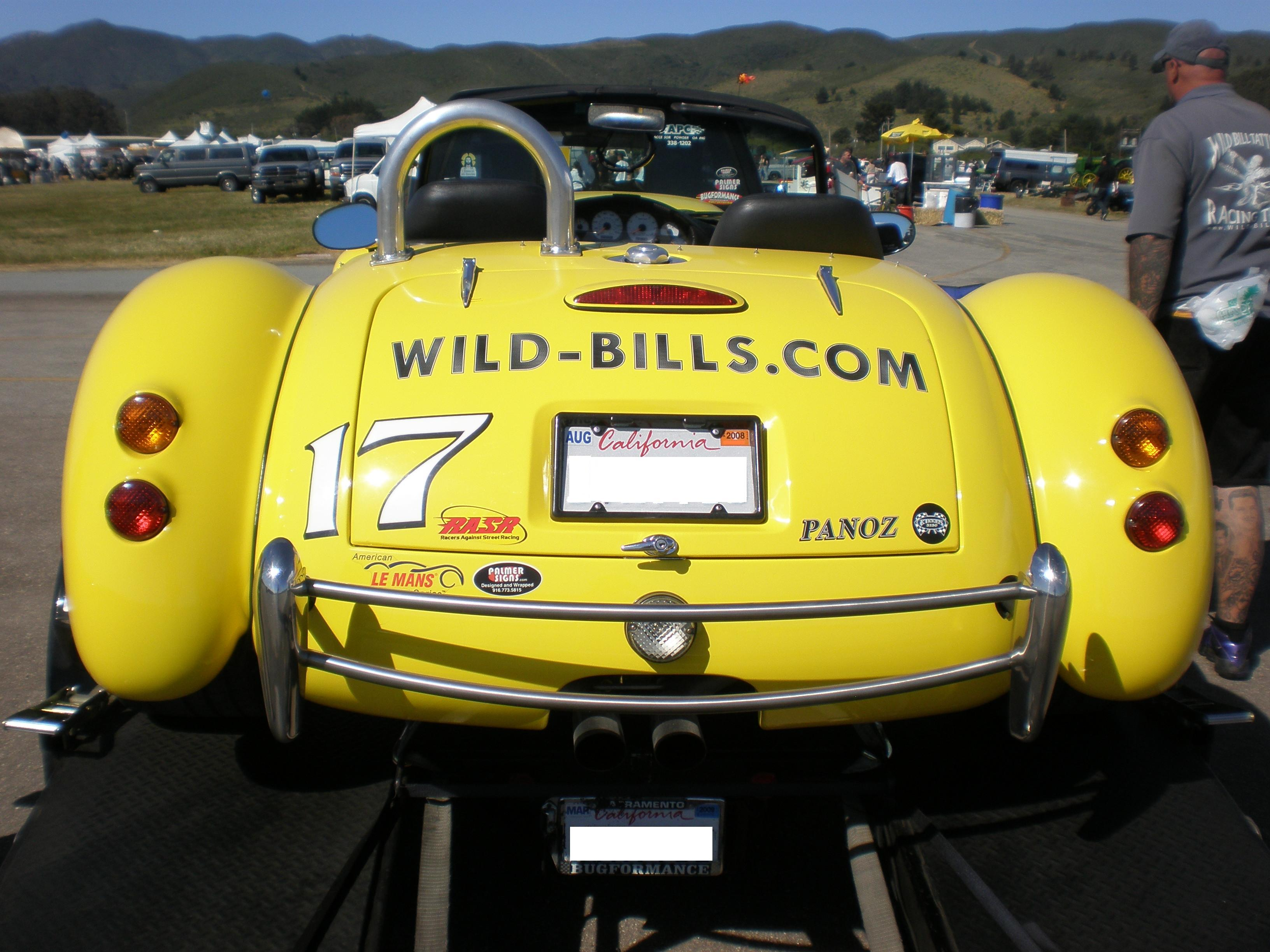
Panoz Roadster - tył pojazdu

Panoz Roadster – samochód sportowy stworzony i produkowany w latach 1992–1996 przez amerykańską firmę Panoz. Był to pierwszy model marki. Do napędu użyto jednostki V8 Forda osiągającej moc maksymalną 305 KM. Następcą został Panoz Roadster AIV. Prędkość maksymalna wynosi 210 km/h, zaś przyspieszenie 0-100 km/h 4,5 s. Typ nadwozia to 2-drzwiowy roadster. 

## Dane techniczne

### Silnik
- V8, 5,0 l, 32-zawory (32V)
- Moc maksymalna: 305 KM

### Osiągi
- Prędkość maksymalna: 210 km/h
- Przyspieszenie 0-100 km/h: 4,5 s